# Бронницкий район (Московская область)
Бронницкий район — административно-территориальная единица в составе Московской области РСФСР, существовавшая в 1929—1959 годах.
Бронницкий район образован 12 июля 1929 года в составе Коломенского округа Московской области. В состав района вошли город Бронницы, а также следующие сельсоветы бывшего Бронницкого уезда Московской губернии:
- из Велино-Вохринской волости: Борщевский, Бояркинский (селение Бояркино), Велинский, Вохринский, Колупаевский, Марковский (селение Марково), Петровский (селение Петровское), Рыболовский, Слободинский, Тяжинский
- из Жирошкинской волости: Ганусовский, Жирошкинский, Мотякинский, Нащекинский, Шубинский
- из Михалевской волости: Никулинский, Тороповский
- из Рождественской волости: Воскресенский, Ждановский, Сельвачевский
- из Салтыковской волости: Денежниковский, Заворовский, Косякинский, Нестеровский, Панинский, Салтыковский, Селлецкий
- из Троице-Лобановской волости: Больше-Ивановский, Макаровский, Митьковский, Натальинский, Никоновский
- из Ульяновской волости: Владимировский, Лаптевский, Поддубьевский, Семёновский, Старниковский, Татарищевский, Ульянинский
- из Чаплыженской волости: Лысцевский, Никитский, Степановский.

20 мая 1930 года из Ашитковского района в Бронницкий были переданы Давыдовский и Михеевский с/с.
На 1 января 1931 года территория района составляла 784 км², а население — 41 080 человек. Район включал 42 сельсовета и 178 населённых пунктов.
2 ноября 1931 года были упразднены Владимировский, Воскресенский (территория передана в Денежниковский с/с), Давыдовский (территория передана в Ульянинский с/с), Марковский (территория (селение Марково) передана в Бояркинский с/с), Мотякинский и Нестеровский с/с.
21 августа 1936 года были упразднены Ждановский, Колупаевский, Косякинский (селения Косякино, Никулино, Соколово-Хомьяново и Толмачи были переданы в Заворовский с/с), Лаптевский (территория передана в Никитский с/с), Митькинский, Панинский (селение Малышево было передано в Ганусовский с/с), Поддубьевский (территория передана в Ульянинский с/с), Семеновский и Тяжинский с/с. Макаровский с/с был переименован в Левинский.
17 июля 1939 года были упразднены Больше-Ивановский (территория передана в Никоновский с/с), Борщевский (селение Борщево было передано в Вохринский с/с, Морозово — в Рыболовский с/с), Ганусовский (территория передана в Салтыковский с/с), Лысцевский (территория передана в Никитский с/с), Петровский (территория (селение Петровское) передана в Бояркинский с/с), Слободинский, Старниковский (территория передана в Ульянинский с/с) и Тороповский с/с.
12 апреля 1952 года из Никоновского с/с в Заворовский было передано селение Агашкино, из Татаринцевского с/с в Вохринский — селение Лубнинка, из Степановского с/с в Ульянинский — селение Старомайково, из Ульянинского с/с в Михеевский — селение Колоколово, а из Ульянинского в Рыболовский — селения Кочетовка и Старниково.
На 1 января 1953 года в районе был 21 сельсовет: Бояркинский, Велинский (центр — с. Нижнее Велино), Вохринский, Денежниковский, Жирошкинский, Заворовский, Левинский, Михеевский, Натальинский, Нащёкинский, Никитский, Никоновский, Никульский, Рыболовский, Салтыковский (центр — с. Вишняково), Селецкий, Сельвачевский, Степановский, Татаринцевский, Ульянинский, Шубинский.
14 июня 1954 года были упразднены Бояркинский (территория (селения Бояркино, Марково и Петровское) передана в Никулинский с/с), Велинский (территория передана в Денежниковский с/с), Жирошкинский (территория передана в Шубинский с/с), Левинский (территория передана в Натальинский с/с), Михеевский (территория передана в Рыболовский с/с), Нащёкинский (территория передана в Шубинский с/с), Никоновский (территория передана в Заворовский с/с), Селецкий (территория передана в Денежниковский с/с), Степановский (территория передана в Никитский с/с) и Татарищевский (территория передана в Ульянинский с/с) с/с.
22 июня 1954 года из Денежниковского с/с в Салтыковский было передано селение Дор, из Никитского с/с в Натальинский — селения Новая Марьинка и Юсупово, а из Ульянинского с/с в Вохринский — селение Слободино.
3 июня 1959 года Бронницкий район был упразднён. Его территория была включена в состав Люберецкого района.
С 18 августа 1960 года территория бывшего Бронницкого района входит в состав Раменского района Московской области.